# Коста, Антонио Мариа
Антонио Мария Коста (итал. Antonio Maria Costa; род. 16 июня 1941, Италия) — европейский дипломат.
Образование: степень в политологии Туринского университета (1963), степень в математической экономике МГУ (1967), степень PhD в экономике получена в Калифорнийском университете в Беркли (1971).
В 1992—2002 годах генеральный секретарь Европейского банка реконструкции и развития.
C мая 2002 года по август 2010 года заместитель Генерального секретаря ООН — исполнительный директор управления ООН по наркотикам и преступности (UNODC) и гендиректор офиса ООН в Вене (UNOV).
В феврале 2004 года, открывая в Кабуле конференцию по борьбе с наркотиками, Антонио Мария Коста выступил с предупреждением об опасных последствиях опиумной экономики в Афганистане.
Во время визита в Россию летом 2004 года Коста отметил положительную роль России в противодействии наркоугрозе, исходящей с территории Афганистана.